# Offerdalsberg
Offerdalsberg este o arie protejată (arie specială de conservare — SAC, sit de importanță comunitară — SCI, arie de protecție specială avifaunistică — SPA) din Suedia întinsă pe o suprafață de 198,1 ha, integral pe uscat.

## Localizare
Centrul sitului Offerdalsberg este situat la coordonatele 63°30′03″N 14°10′14″E / 63.5007°N 14.1705°E.

## Înființare
Situl Offerdalsberg a fost declarat sit de importanță comunitară în decembrie 1995 pentru a proteja 2 specii de plante și 12 specii de animale. Alte tipuri de protecție:
- arie de protecție specială avifaunistică (în decembrie 1996)[2]
- arie specială de conservare (în martie 2011)[1][3][4]

## Biodiversitate
Situată în ecoregiunea boreală, aria protejată conține 6 habitate naturale: Grohotișuri calcaroase și de șisturi calcaroase de la nivelul montan până la nivelul alpin (Thlaspietea rotundifolii), Mlaștini alcaline, Mlaștini turboase de tranziție și turbării mișcătoare, Păduri fino-scandinave bogate în ierburi cu Picea abies, Mlaștini împădurite, Taiga vestică.
La baza desemnării sitului se află mai multe specii protejate:
- plante (2): Cynodontium suecicum, Ranunculus lapponicus
- păsări (11): minunița (Aegolius funereus), cocoșul de mesteacăn (Bonasa bonasia), ciocănitoare neagră (Dryocopus martius), ciuvică (Glaucidium passerinum), ciocănitoare de munte (Picoides tridactylus), ciocănitoare verzuie (Picus canus), Strix nebulosa, huhurezul mic (Strix uralensis), Surnia ulula, cocoșul de mesteacăn (Tetrao tetrix tetrix),  cocoș de munte (Tetrao urogallus)
- mamifere (1): râs eurasiatic (Lynx lynx)